# Simultankirche St. Alban (Bechenheim)

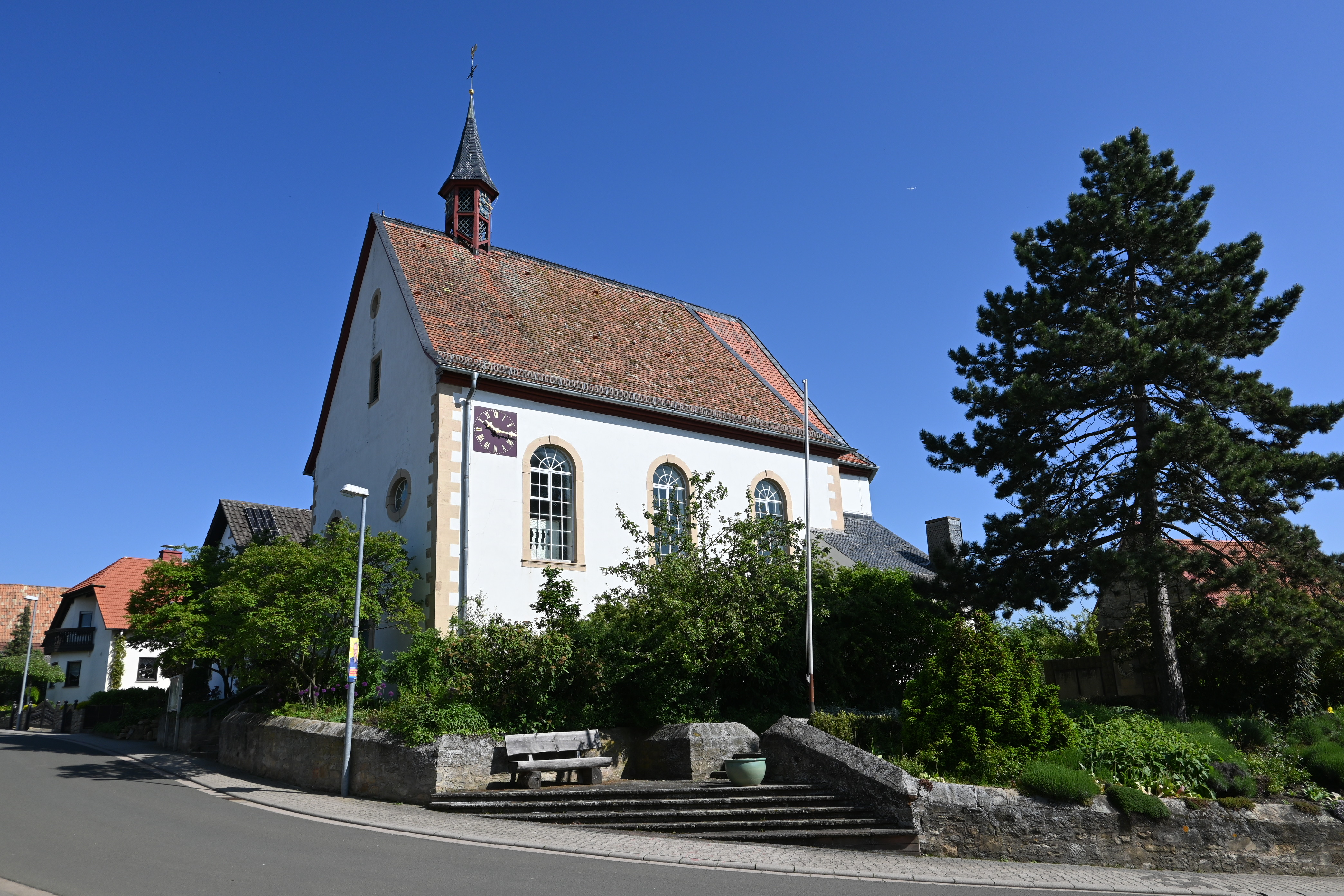
Bechenheim, Simultankirche St. Alban

Die Simultankirche St. Alban ist ein unter Denkmalschutz stehendes Kirchengebäude im Ort Bechenheim in Rheinland-Pfalz. Es ist das höchstgelegene Kirchengebäude Rheinhessens.
Die für Rheinhessen typische Landkirche ist wegen der Nutzung durch ursprünglich drei Konfessionen und der besonderen Grundrisslösung in der Art des kurpfälzischen Regierungsbaumeisters Kaspar Valerius († 1752) bemerkenswert. Sie besitzt eine Barockorgel.

## Baugeschichte
Das dem heiligen Alban von Mainz geweihte Gotteshaus wurde ab 1755 für die reformierte, die katholische und die lutherische Ortsgemeinde gemeinsam gebaut.
Bereits vor der Reformation hatte Bechenheim einen dem heiligen Alban gewidmeten Vorgängerbau. 1535 wurde dieses Gotteshaus, wie die ganze Kurpfalz, lutherisch, 1579 reformiert. Seit 1697 wurde der Sakralraum von reformierten und katholischen Christen als Simultankirche genutzt. Die reformierte Gemeinde wurde seit dem ersten Viertel des 18. Jahrhunderts vom Nachbarort Offenheim aus betreut. Als ab 1717 hier auch von Alzey aus betreute Lutheraner ihren Gottesdienst feierten, wurde sogar ein „Trimultaneum“ realisiert.
Da der Vorgängerbau nach einem Brand baufällig wurde, brach man ihn 1755 ab, um eine neue Kirche zu errichten. Am 21. Oktober 1755 erfolgte die Grundsteinlegung als „Trimultankirche“. Die beiden evangelischen Gemeinden wurden mit der Einführung der Kirchenunion im Großherzogtum Hessen 1822 vereinigt.
Bei der letzten grundlegenden Renovierung ab 1993 wurden zunächst das Sandsteinportal und die Fassade erneuert. In einem zweiten Bauabschnitt erfolgte ein neuer Innenanstrich. Als Höhepunkt gilt die Errichtung eines sieben Meter hohen Dachreiters, der seit dem 14. September 1994 das Dach der Kirche schmückt. Dieser trägt seitdem die von Anselm Franz Speck aus Heidelberg gegossene, mit der Jahreszahl 1789 bezeichnete Glocke.
Das Sparrendach ist ein Hängewerk mit doppelt liegenden Stühlen in zwei Ebenen.

## Innenausstattung

### Altar
Die Simultankirche verfügt über einen Hochaltar aus dem 18. Jahrhundert, dem ein Volksaltar in der Mitte des Chores vorgelagert ist. Der Hochaltar wird von einer Albansdarstellung bekrönt, auf der der – sonst oft enthauptet abgebildete – Heilige mit integerem Kopf dargestellt ist. Ein Gemälde der Heiligen Familie schuf der angesehene venezianische Künstler Giovanni Battista Piazzetta (1682–1754). Einer Inschrift zufolge wurde das Bild aus der Klosterkirche in Amorbach im Jahr 1858 von der katholischen Gemeinde in Mainz käuflich erworben und in den Altar der Bechenheimer Kirche integriert.

### Kanzel
Die frühklassizistische Kanzel mit rundem Korb und Schalldeckel stammt aus Albig.

### Orgel
Die Orgel wurde 1760 wahrscheinlich von Johannes Mayer aus Worms gebaut.
Sie hat einen barocken Orgelprospekt, das Werk stammt aus der lutherischen Kirche in Pfeddersheim. 1863 von Carl Landolt & Söhne überholt.

### Figuren
Spätbarocke Figuren: Mondsichelmadonna, um 1760; Kruzifixus.

## Kulturdenkmal
Die Simultankirche wird im Nachrichtlichen Verzeichnis der Kulturdenkmäler Rheinland-Pfalz für den Landkreis Alzey-Worms (→ Liste der Kulturdenkmäler in Bechenheim) als Kulturdenkmal geführt.